# Petrov (Brno)
Petrov je kamenný ostroh v městské části Brno-střed, v jihozápadní části katastrálního území Město Brno. Patří mezi významná místa Brna i celé Moravy. Nachází se na něm národní kulturní památka katedrála svatého Petra a Pavla a přilehlé sídlo brněnského biskupství. Petrov je též používán jako vžité zkrácené označení pro samotnou katedrálu.
Katedrála sv. Petra a Pavla tvoří součást siluety města Brna. Jde o pravděpodobně nejstarší kostel v Brně se základy z 12. století a přestavěný barokně a novogoticky. Celý areál je chráněn jako národní kulturní památka.
Na Petrově, pod Katedrálou sv. Petra a Pavla se též nachází areál Denisových sadů, parku Studánka a Kapucínských zahrad. V tomto areálu se nachází mnoho zajímavostí jako např. Kolonáda s kašnou či Bastion s obeliskem. Z Denisových sadů je dobře vidět i jedna ze součástí biskupského komplexu, jíž je Kaple sv. Kříže a Panny Marie, nacházející se přímo na původních brněnských hradbách. Silueta zdejšího chrámu je vyobrazena i na české desetikorunové minci.

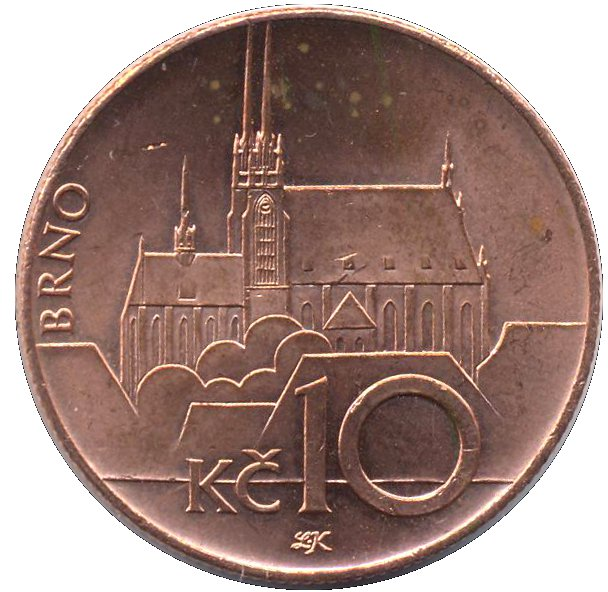
Rubová strana desetikoruny Ladislava Kozáka